# Никола Шестоваров
Никола Георгиев Шестоваров, наричан също Никола Шестеов, дядо Коле или бай Коле (на гръцки: Νικόλαος Σιστοβάρης, Μπάι Κόλε) е български революционер, един от ръководителите на Македонобългарския комитет в Костурско.

## Биография
Никола Шестоваров е роден в костурското село Шестеово, тогава в Османската империя, но израства в Кондороби. Присъединява се към ВМОРО и участва в Илинденско-Преображенското въстание от 1903 година. След това участва в дейността и на ВМРО. В началото на 1943 година пристига в родния си край с брат си Кузо и се включва активно в Македонобългарския комитет в Костурско. При основаването му на 5 март 1943 година става член на неговия централен комитет в Костур заедно с брат си Кузман Шестоваров. Изпълнява различни военни дейности на комитета през 1943 - 1944 година, предимно в източнокостурския район Пополе. Стефан Шклифов от Черешница си спомня:
| „ | Те беха патриоти, ама неграмотни и не виждаха по-далече от носо си. Кой дявол ги натера това да правят, не можахме да разбереме. Нашио народ беше толкова измъчен, що беше готов на свичко и не мислеше за сетнината. Тая работа ке беше клопка на италианците да не използват ние да ги изваждаме змиите от дупките им, а те да гледат рахато во Костур, со гъркини да се любят и жаби да ядат... Кольо беше лесен на умо, реч не можеше да държи. Само рече „Има ли по-личен партизанин от мене?“... Той имаше дълга коса, беше кус, слабодушен на около шейсет години и никаква наука немаше... Киро Зеков казваше: „Иван Михайлов го изпрати, той му беше под ръка“... Подир време италианците за наказание го изтризаха. Со голата си глава стана за срам и смех пред гърците во Костур. По-рано велеше: „Тук се слуша моята воля. Костур, Костур, яз те паля, яз те гасна“. И сега во Костур много пъти си спомнят за бай Кольо и се смеят. Ами во Маврово що реч държа! „Мавровени, вие сте гъркомани, да ви еба жените“. | “ |

След изтеглянето на германските части от Костур в края на 1944 година Никола Шестеов се укрива с брат си Кузо и Христо Насков край Кондороби. Заловени са от комунистически партизани и са развеждани за назидание из Костурско, но Никола Шестеов скача от моста между Горно и Долно Дреновени. Според едната версия прави опит да избяга, но е убит от конвоиращите го партизани, а според друга се хвърля от моста с вик „Да живее България“. Брат му Кузо лежи дълги години в затвор, след което емигрира в България и до смъртта си живее във Варна.